# Dutton Cars

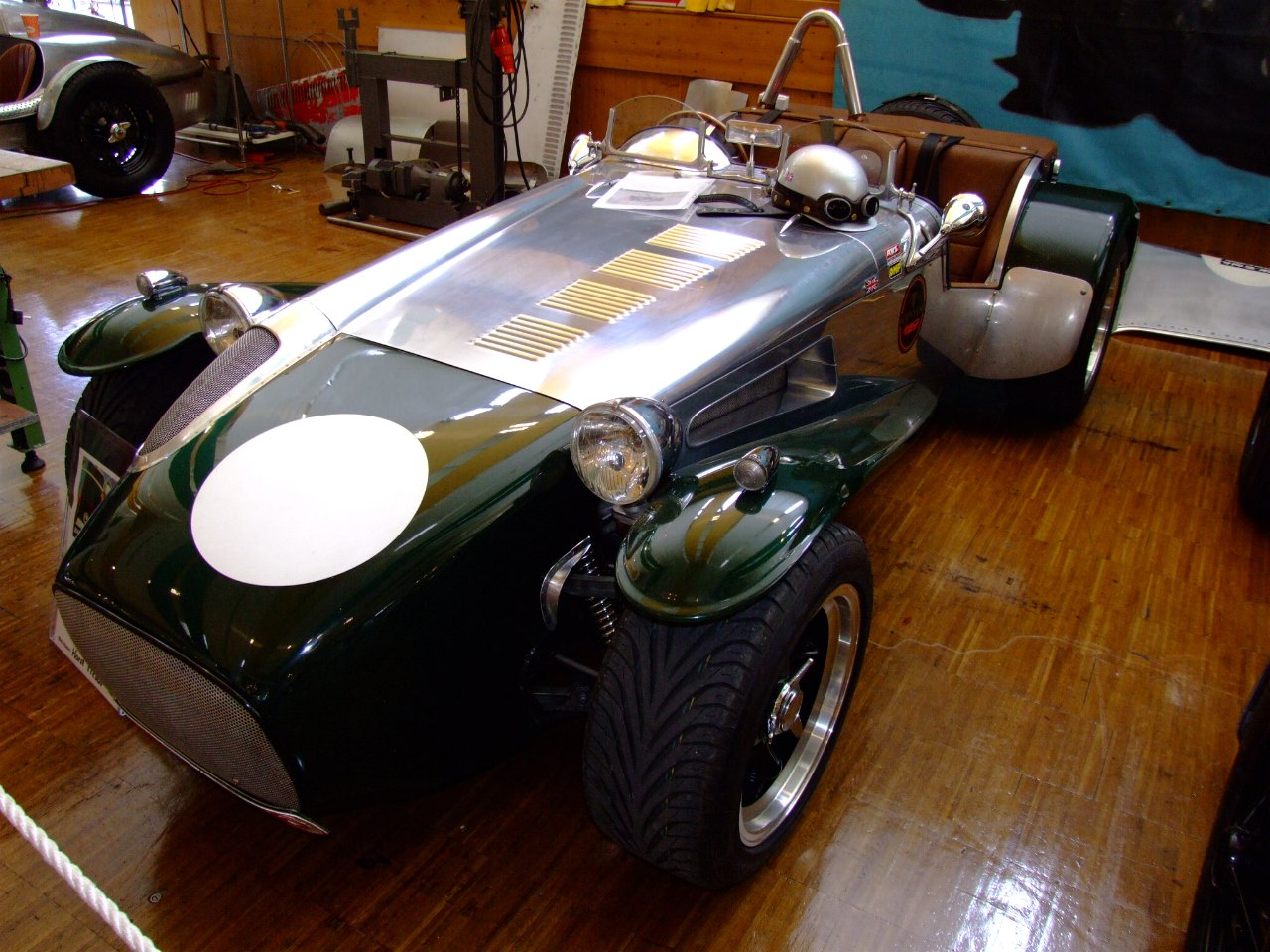
Dutton S1 (1975)

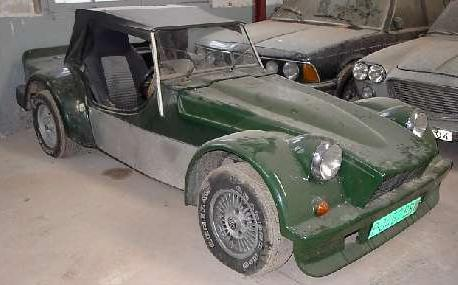
Dutton Phaeton Series 3 (1981)

Dutton Cars in Worthing (West Sussex) war ein britischer Hersteller von Kit Cars. Die Firma existierte von 1970 bis 1989 und war zeitweise der weltgrößte Kit-Car-Hersteller.

## Beschreibung
Die Gesellschaft wurde von Tim Dutton Wooley gegründet und startete in einer kleinen Werkstatt, wo eine Reihe von Autos auf Basis des Prototyps P1 entstand, von denen keines einem anderen glich. Die Verhältnisse stabilisierten sich im Oktober 1971, als das erste Serienmodell B-Type erschien. Es besaß mehr oder weniger eine Standardausführung, die auf Komponenten des Triumph Herald basierte. Die Firma bezog außerdem eine größere Fabrik in Tangmere (West Sussex).
Aus dem B-Type wurde später der Phaeton. Spätere Versionen des Phaeton wurden auf  Ford-Escort-Komponenten aufgebaut und bis 1989 hergestellt.
1979 kündigte Dutton den Sierra an, einen Kombi, der einem Geländewagen ähnlich sah und als eines der ersten SUV-Fahrzeuge gilt. 1982 brachte die Ford Motor Company ein neues Modell mit dem Namen Sierra heraus und beanspruchte die uneingeschränkten Namensrechte selbst. Der Streit ging vor Gericht und Dutton erstritt sich die Genehmigung, ihre Kit-Cars weiter so nennen zu dürfen, da der Richter entschied, dass Kit-Cars und fertig montierte Autos zwei unterschiedliche Dinge seien. Ford hatte die Kosten des Verfahrens zu tragen und Dutton gewann durch den Prozess enorm an Bekanntheit. Der Sierra gehört mit über 3000 Exemplaren zu den meistverkauften britischen Kit-Cars. Carlton Automotive in Barnsley bot mit dem Commando zeitweise ein ähnlich konzipiertes Bausatzfahrzeug an, das etwa 400 Mal produziert wurde.
1982 zog Dutton zurück nach Worthing in ein wiederum größeres Fabrikgebäude und gleichzeitig wurde ein weiteres Werk zur Herstellung der GFK-Karosserien in Lancing (West Sussex) eröffnet.
1984 hatte das Unternehmen bereits 70 Angestellte und stellte über 1.000 Fahrzeuge her. 1989 wurde die Firma geschlossen und die Pläne verkauft. Ein neues Modell namens Maroc, ein stark veränderter Ford Fiesta mit offener Karosserie, wurde entwickelt und von Hacker Engineering in Littlehampton (West Sussex) gebaut. Anfangs wurde der Wagen fertig montiert angeboten, aber die Verkaufspreise lagen zu hoch, und so wurde er ab 1993 auch als Kit-Car verkauft. Die Pläne wurden an Novus in Bolney (Sussex) verkauft und es gibt immer noch modifizierte Versionen dieses Wagens (Stand: 2006).
Nach Schließung seines Kit-Car-Geschäftes arbeitete Tim Dutton Wooley als Berater, kehrte aber 1995 ins Automobilgeschäft zurück. Er brachte die Modelle Amphibian und Commando heraus, Amphibienfahrzeuge, die auf dem Ford Fiesta und dem Suzuki Samurai basierten. Eines davon überquerte auch den Ärmelkanal.
Dutton Kit-Cars sind heute schwer zu bekommen. Die meisten Dutton wurden bereits montiert und sind heute nur noch als Zweithandfahrzeuge erhältlich, meist in restaurierungsbedürftigem Zustand. Soweit ein Dutton als Kit verkauft wird, wird ein Spenderauto benötigt. Davon werden der Motor, das Getriebe und viele andere wichtige Komponenten verwendet. Ford-Fahrzeuge eignen sich im Allgemeinen gut als Spenderauto. Viele Käufer schlachten Spenderautos aus, die nicht mehr fahrbereit sind, und verwenden die Ersatzteile zum Bau eines neuen Kit-Cars.
Im August 2008 wurde Tim Dutton Wooley wegen Verkaufs von Amphibienfahrzeugen verurteilt, die nicht für die Beförderung zahlender Passagiere geeignet waren, was dem britischen Trade Discriptions Act (1968) widersprach.

## Modelle
| Typ              | Bauzeitraum                                    | Bild | Bemerkungen                                                                                       |
| ---------------- | ---------------------------------------------- | ---- | ------------------------------------------------------------------------------------------------- |
| P1               | 1970–1971                                      |      | Wagen ähnlich dem Lotus 7 auf mechanischer Basis des MG Midget. Alukarosserie mit GFK-Kotflügeln  |
| B-Type           | 1971–1974                                      |      | Auf Basis des Triumph Herald. Karosserie hauptsächlich aus GFK. Auf Wunsch: Ford-Motor            |
| B Plus           | 1974–1977                                      |      | Hinterachse vom Ford Cortina, aber mit Schraubenfedern.                                           |
| Malaga           | 1974–1977                                      |      | Vordere Kotflügel mit der Karosserie vergossen                                                    |
| Malaga B Plus    | 1975–1977                                      |      | Front des Malaga und Heck des B Plus                                                              |
| Cantera          | 1976–1977                                      |      | Coupé-Version des Malaga B Plus                                                                   |
| Phaeton Serie 1  | 1977–1981                                      |      | Überarbeiteter Malaga B Plus.                                                                     |
| Phaeton Serie 2  | 1980–1982                                      |      | Hinterradaufhängung für die Verwendung der Cortina-Federn abgeändert                              |
| Phaeton Serie 3  | 1981–1986                                      |      | Modifiziertes Fahrgestell zur Aufnahme von Ford-Escort-Komponenten                                |
| Phaeton Serie 4  | 1986–1989                                      |      | Modifizierte Karosserie mit integrierten Stoßfängern.                                             |
| B Plus Serie 2   | 1989                                           |      | B Plus mit Karosserieform des Phaeton                                                             |
| Melos            | 1982–1989 (Vorserie 1972, 2-Sitzkonfiguration) |      | Phaeton-Fahrgestell mit neuer Karosserie mit rundlicherem Design. 2+2-Sitzkonfiguration           |
| Legerra          | 1988–1989                                      |      | Der erste Dutton mit Türen zum Öffnen                                                             |
| Sierra Serie 1   | 1980–1984                                      |      | Viersitzer auf Basis des Ford Escort. Kombi-/Geländewagendesign. Ein früher SUV mit Frontantrieb. |
| Sierra Serie 2   | 1984–1986                                      |      | Verbesserte Karosserie mit einigen doppelt beschichteten Blechen.                                 |
| Sierra Serie 3   | 1986–1989                                      |      | Neue Karosserie, aber sehr ähnlich der Serie 2                                                    |
| Sierra Drop Head | 1983–1989                                      |      | Kein Dach. Es gab auch eine Pick-up-Version.                                                      |
| Rico             | 1984–1989                                      |      | Viersitzige Limousine auf Basis des Ford Escort                                                   |
| Rico Shuttle     | 1986–1989                                      |      | Kombiversion des Rico.                                                                            |
| Beneto           | 1989                                           |      | SUV-Version des Rico                                                                              |

## Technische Daten (Auswahl)
| Modell          | Bauzeitraum | Motorenhersteller | Zylinder | Hubraum  | Leistung         | bei Drehzahl | Radstand |
| --------------- | ----------- | ----------------- | -------- | -------- | ---------------- | ------------ | -------- |
| B-Type          | 1971–1974   | Ford              | 4 Reihe  | 1298 cm³ | 71 bhp (52 kW)   | 6000 min−1   | 2261 mm  |
| B Plus / Malaga | 1974–1977   | Ford              | 6 V      | 2994 cm³ | 138 bhp (101 kW) | 5000 min−1   | 2261 mm  |